# Brian Fallon
Brian Fallon (né le 28 janvier 1980) est un musicien américain. Il a été l'un des membres fondateurs du groupe The Gaslight Anthem. Il joue de la guitare, chante et a été le principal compositeur du groupe. Il a également travaillé sur un projet parallèle appelé The Horrible Crowes avec le technicien de guitare de The Gaslight Anthem, Ian Perkins.

## Biographie
Brian Fallon est né à Red Bank au New Jersey en 1980. Sa mère Debbie était dans un groupe de folk dans les années 1960 appelé "The Group Folk Singers". Lorsque Fallon a 17 ans, il sort une cassette sous le nom de scène "No Release". Il a aussi voulu créer un petit label appelé "Old 45 Records".

## Début de sa carrière musicale

### No Release(1997)
À l'âge de 17 ans Brian Fallon a sorti une cassette intitulée The Coffeehouse Sessions sous le nom de No Release. Il est sorti chez "Mean Little Man Productions". Il y a environ 200 exemplaires de la démo version limitée. Il y a 16 titres sur la démo qui présentait Chris Eissing comme lead guitare sur quelques morceaux.

### Amping Copper(2001)
Avec le groupe Amping Copper, qui a été appelé la "basically...Surrogate McKenzie version 2", Fallon a participé à l'enregistrement de la piste 6 éponyme, Amping Copper en 2001.

### Brian Fallon - Cincinnati Rail Tie (2004)
Après Amping Copper, Fallon a voulu enregistrer un EP solo, tout en conservant la sensation de groupe. Il a demandé à un ami, Casey Lee Morgan, du groupe Lanemeyer de jouer de la batterie. Un autre ami, Mike Hemberger, a joué de la basse et a produit l'EP. Un des professeurs de Fallon, Tim Fogerty, a joué de la guitare sur deux titres. Ensemble, ils ont enregistré, le EP American Music en 2004, la mère de Fallon était également présente en Backing Vocals sur l'EP.

### This Charming Man(2004-2005)
En 2004, Fallon avec Michael Volpe, Chris Clementi et Mike Leboeuf fondent This Charming Man. Fallon et Volpe demeuraient les seuls membres originaux quand Benny Horowitz et Alex Levine rejoignent le groupe fin 2005. Au début de 2006, Michael Volpe a décidé de quitter le groupe et Alex Rosamilia le remplaça, réunissant ainsi les membres actuels de The Gaslight Anthem.

## The Gaslight Anthem (2006-2015, 2018)
Article détaillé: The Gaslight Anthem

Fallon est l'auteur-compositeur et chanteur de premier plan pour The Gaslight Anthem. Avec le groupe, il a enregistré 4 albums studio, Sink or Swim, The '59 Sound, American Slang et Handwritten . En 2009, il rejoint Bruce Springsteen sur scène au Hard Rock Calling, interprétant la chanson "No Surrender".

## Brian Fallon Solo
En Mars 2016 Fallon a publié son debut album solo, Painkillers , sur le label Island Records. C'est un succès international, par exemple numéro 30 aux Billboard 200. En suite le Février 2018 emporte l'album Sleepwalkers (Island), un succès diminué à l'exception de l'Allemagne. Un troisième album solo, Local Honey (Lesser Known Records), est paru le 27 Mars 2020.

## Discographie
- Painkillers (2016)
- Sleepwalkers (2018)
- Local Honey (2019)
- Night Divine - "Christmas Songs" (2021)